# 重松吉正
重松 吉正（しげまつ よしまさ、1892年（明治25年）8月3日 - 1969年（昭和44年）12月22日）は、大日本帝国陸軍軍人。最終階級は陸軍少将。功四級

## 経歴
1892年（明治25年）に福岡県で生まれた。陸軍士官学校第25期卒業。1939年（昭和14年）3月9日に陸軍歩兵大佐進級と同時に歩兵第226連隊長（第1軍・第37師団・第37歩兵団）に着任。日中戦争に出動し、晋南作戦、郷寧作戦などの作戦に参加した。1940年（昭和15年）10月に陸軍士官学校学生隊長に転じた。
1943年（昭和18年）6月10日に歩兵第71旅団長（第13軍・第65師団）に就任し、8月2日に陸軍少将に進級。徐州に駐屯し、同地の警備に当たった。1945年（昭和20年）2月12日に警備第1旅団長（第1総軍・第12方面軍・東京防衛軍）に就任し、東京都滝野川を根拠地として警備に当たる中で終戦を迎えた。その後東京師管区司令部附を経て、10月3日に関東上陸地支局長に就任した。
1947年（昭和22年）11月28日、公職追放仮指定を受けた。